# Club Deportivo Numancia de Soria (pallavolo maschile)
Il Club Deportivo Numancia Voleibol è una società pallavolistica spagnola, con sede a Soria. Fa parte della polisportiva Club Deportivo Numancia de Soria.

## Storia
Sorto nel 1978 all'interno del Club Deportivo Numancia, approdò in Superliga (allora denominata División de Honor) nel 1988. In pochi anni si ritrovò ai vertici del campionato spagnolo, ottenendo il primo trofeo, la Supercoppa spagnola, seguita dalla Coppa del Re, entrambe nel 1994, e vincendo due campionati consecutivi nel 1995 e nel 1996. Nel 1995 disputò la finale di Top Teams Cup, perdendola contro la Daytona Modena. Vinse il suo terzo titolo nazionale nel 1999.
Negli ultimi anni il club ha mantenuto una posizione di rilievo nella Superliga, rappresentando più volte la Spagna anche in Europa; nel 2008 ha vinto la sua terza Coppa del Re.

## Palmarès
- Campionato spagnolo: 3

1994-95, 1995-96, 1998-99
- Coppa del Re: 3

1993-94, 2000-01, 2007-08
- Supercoppa spagnola: 1

1994